# Surendranath Dasgupta
Surendranath Dasgupta (ur. w październiku 1885 w Kusztii w Bengalu (obecnie Bangladesz), zm. 18 grudnia 1952 w Lucknowie) – indyjski filozof, poeta i historyk filozofii.
Studiował w college'u w Kalkucie, gdzie został magistrem sanskrytu i filozofii. W latach 20. udał się do Anglii, gdzie uzyskał doktorat z filozofii na Uniwersytecie w Cambridge. Na kształtowanie się jego poglądów miała wpływ zarówno tradycyjna filozofia indyjska, w tym wedanta i dźinizm (w tym mistycyzm), jak i współczesna filozofia europejska (głównie brytyjska) i amerykańska, w tym neorealizm i teoria myśli emergentnej Conwy'ego Lloyda Morgana. W latach 1922–1955 w pięciu tomach zostało opublikowane jego największe dzieło, A History of Indian Philosophy. Inne znaczące jego prace to Yoga as Philosophy and Religion (1924) i Indian Idealism (1933).